# Eryngium comosum
Eryngium comosum är en flockblommig växtart som beskrevs av François Delaroche. Eryngium comosum ingår i släktet martornar, och familjen flockblommiga växter. Inga underarter finns listade i Catalogue of Life.